# Vettius
Vettius är ett släkte av fjärilar. Vettius ingår i familjen tjockhuvuden.

## Bildgalleri

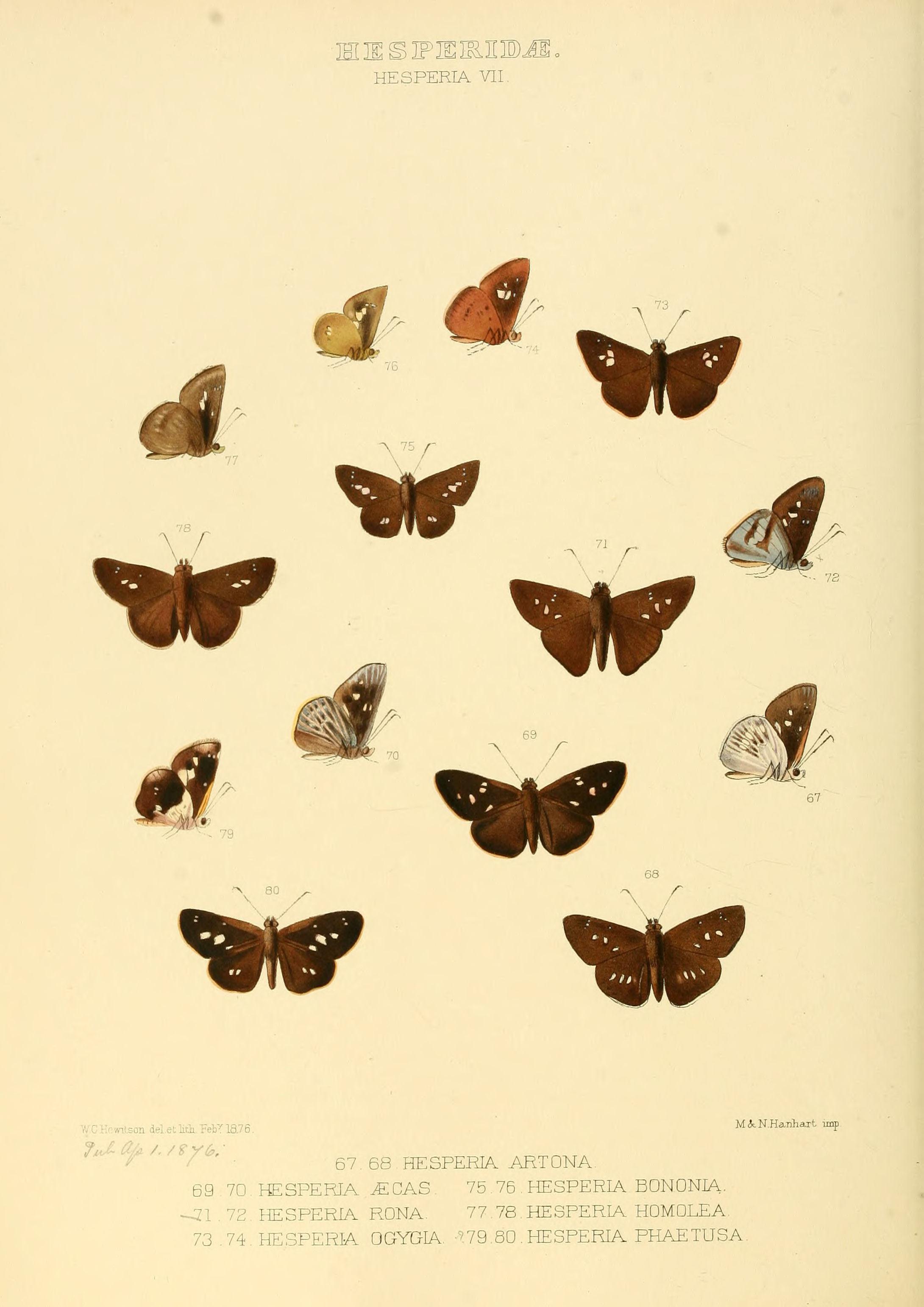
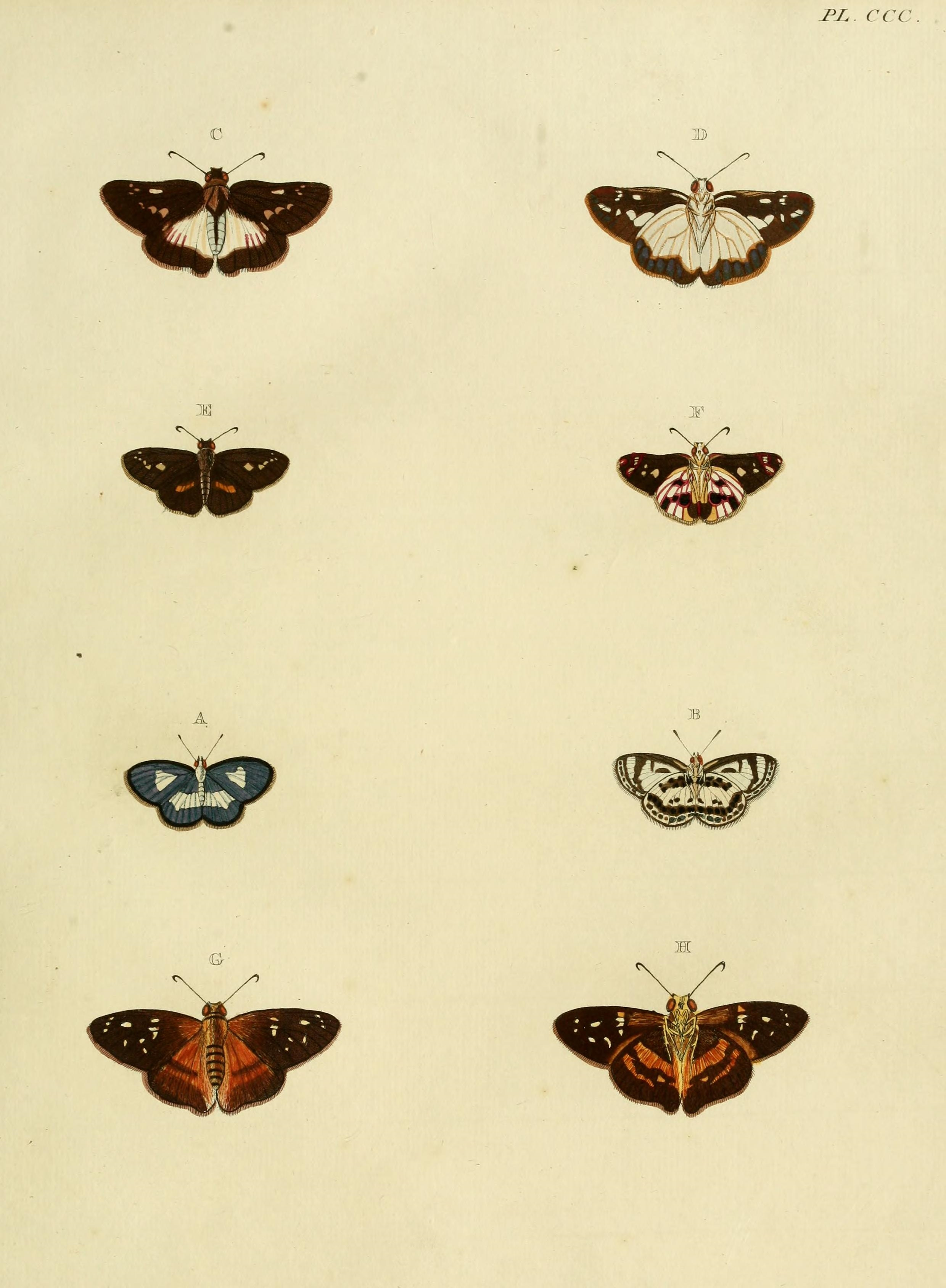
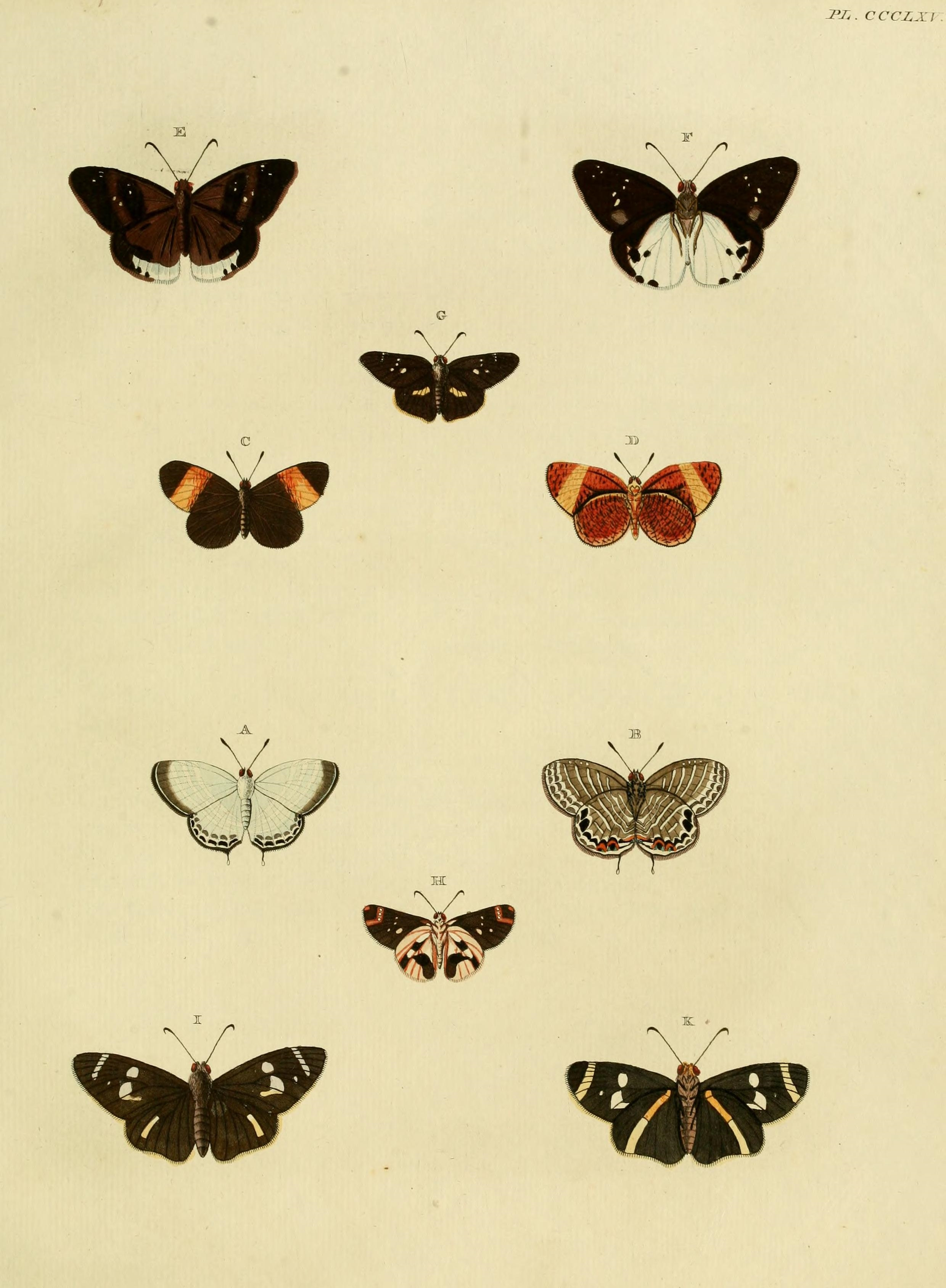
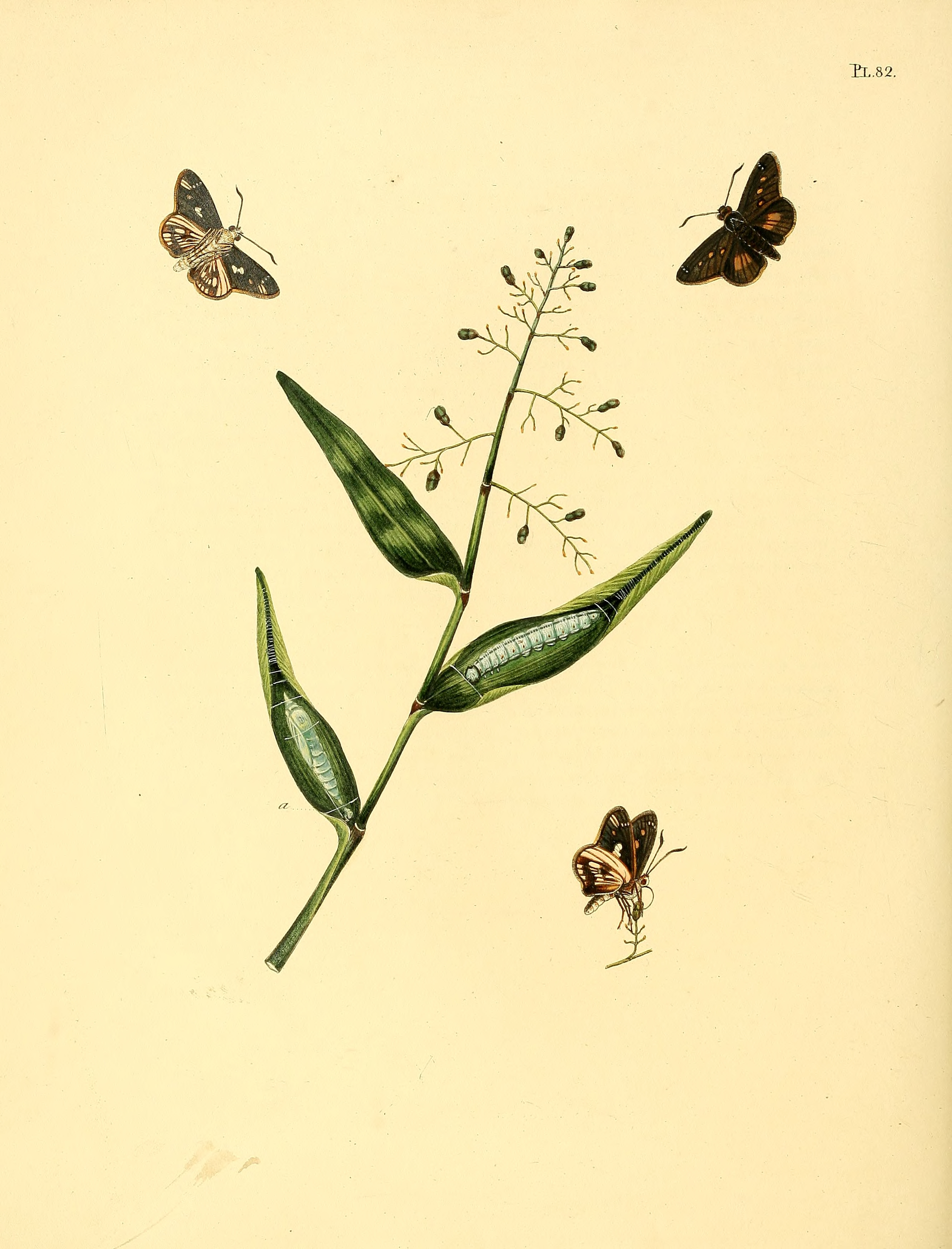
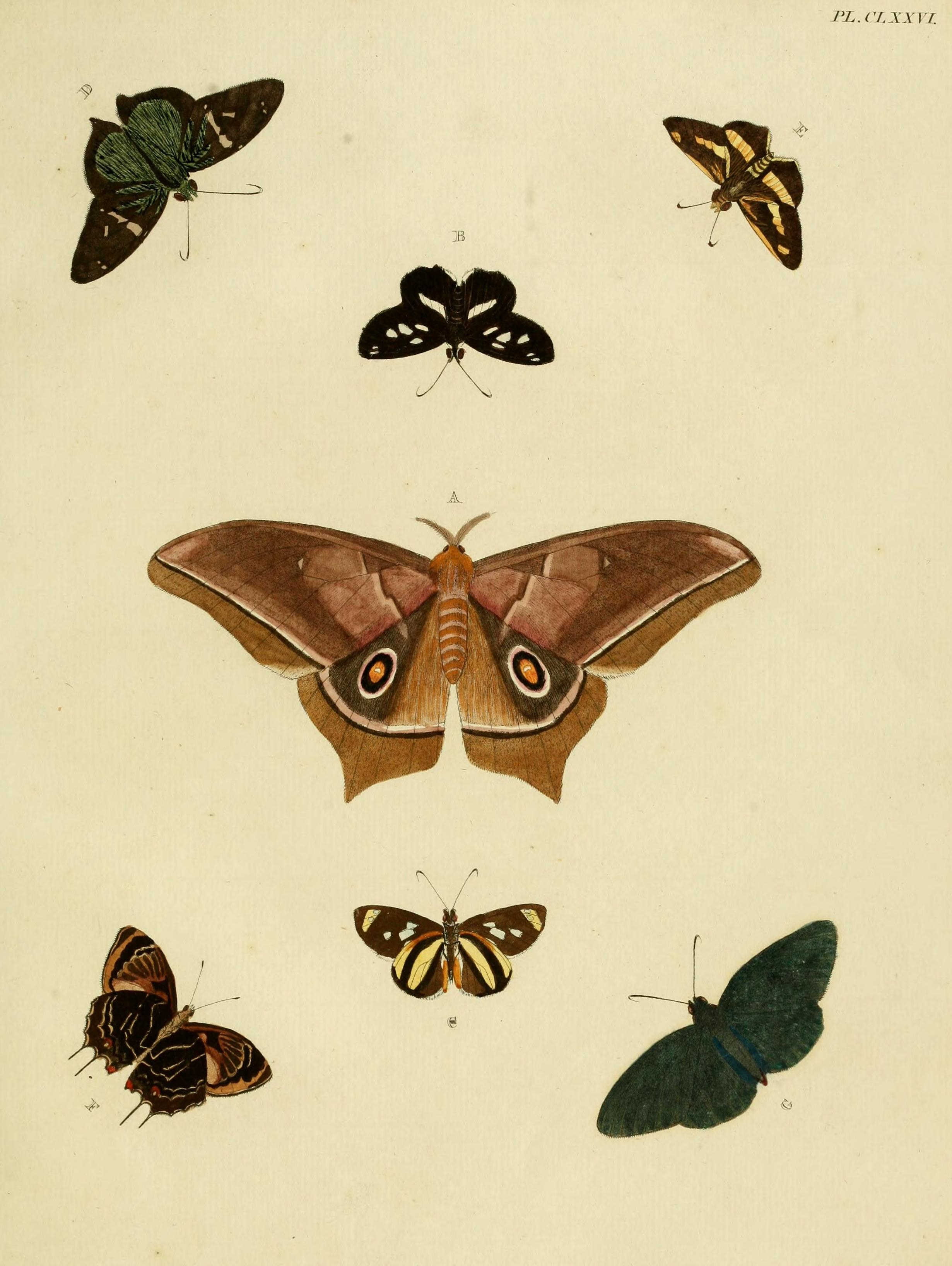
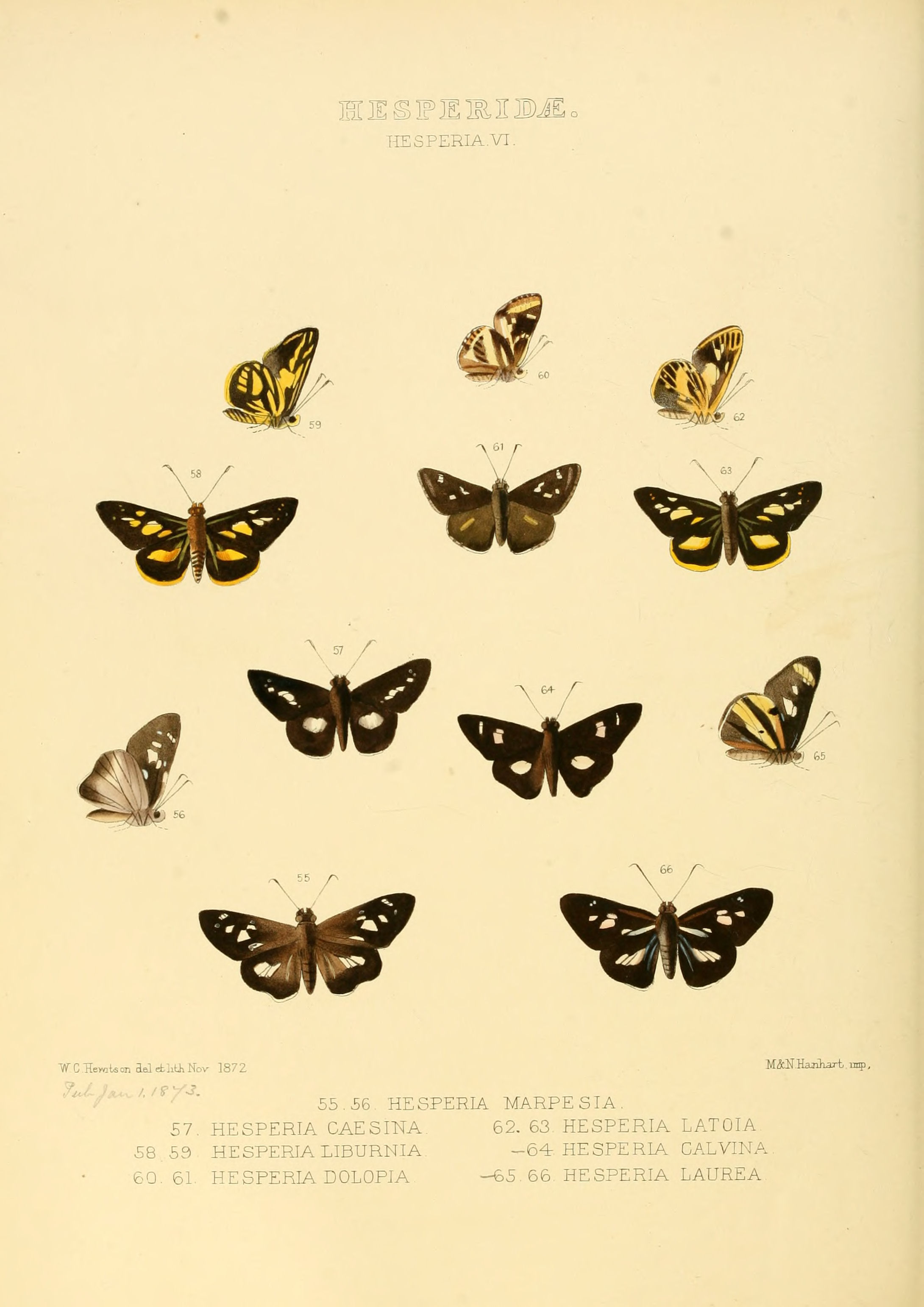

## Dottertaxa tillVettius, i alfabetisk ordning[1]
- Vettius abebalus
- Vettius aloeus
- Vettius argentus
- Vettius artona
- Vettius arva
- Vettius aurelius
- Vettius catargyra
- Vettius chagres
- Vettius conka
- Vettius coryna
- Vettius crispa
- Vettius diana
- Vettius dion
- Vettius disjuncta
- Vettius diversa
- Vettius donga
- Vettius drona
- Vettius drova
- Vettius eucherus
- Vettius fantasos
- Vettius felix
- Vettius fuldia
- Vettius hilda
- Vettius jabesa
- Vettius klugi
- Vettius lafrenaye
- Vettius lapithes
- Vettius laurea
- Vettius lucretius
- Vettius lyrcea
- Vettius maeon
- Vettius marcus
- Vettius massimii
- Vettius monacha
- Vettius onaca
- Vettius peninsularis
- Vettius phyllides
- Vettius phyllus
- Vettius pica
- Vettius ploetzii
- Vettius prona
- Vettius pura
- Vettius richardi
- Vettius seitzi
- Vettius tertianus
- Vettius triangularis
- Vettius triangulum
- Vettius umbrata
- Vettius uza
- Vettius warra
- Vettius yalta
- Vettius yunga
- Vettius zola